# Spital am Semmering
Spital am Semmering est une commune autrichienne du Nord de la Styrie, dans le district de Bruck-Mürzzuschlag.

## Situation géographique

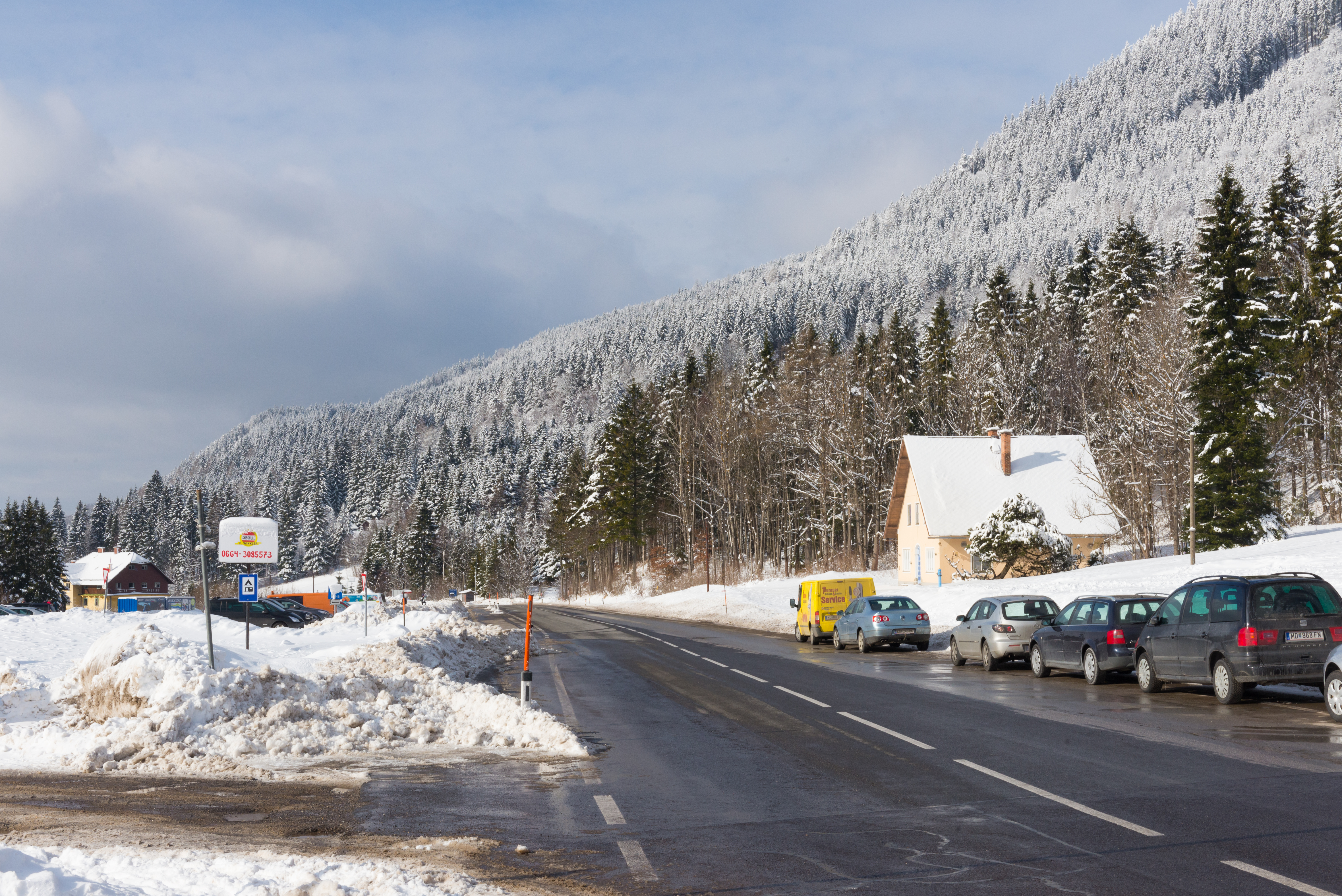
La route vers le col du Semmering.

Spital am Semmering se situe à 6,5 km au sud-ouest du Semmering, un col entre les massifs du Rax et du Wechsel formant la frontière avec la Basse-Autriche. Le village, à 800 m d'altitude, est traversé par la Semmering Schnellstrasse ou S6, une voie rapide. Le plus haut sommet du village est le Stuhleck à 1 782 m. La superficie est de 72,59 km2
La commune est composée de quatre hameaux : Spital am Semmering, Schöneben, Semmering et Fröschnitz eux-mêmes partagés en deux principaux villages : Spital am Semmering et Steinhaus am Semmering.

## Histoire
Mentionné pour la première fois vers 1166, le nom de la commune vient d'un ancien hospice pour les pèlerins traversant le col, inauguré par le margrave Ottokar III de Styrie. Pendant des siècles, la région était une zone conflictuelle, notamment pendant les guerres ottomanes lorsqu'elle fut dévastée par l'armée turque.
La région était spécialisée dans l'industrie minière de fer jusqu'en 1882, où elle fut surmontée par la concurrence. En même temps, la nouvelle ligne de chemin de fer de Semmering, utilisée seulement auparavant pour les trajets régionaux, a conduit à un boom touristique.

## Éducation
On trouve à Spital am Semmering une école primaire de quatre classes avec 63 élèves et huit professeurs. La structure de l'établissement est restée inchangée depuis 1873.

## Sport et tourisme
Le Stuhleck est réputé pour ses pistes de ski, et depuis 1893 il a gagné en popularité.
Pourtant, le ski n'est pas le seul sport praticable dans le village : on y trouve aussi des parcours de randonnée et de VTT, des terrains de tennis, une piscine et d'autres activités sportives. L'attraction principale est la Gaisschlager-Mühle, un moulin à eau situé sur le Kaltenbach, le torrent qui passe à travers le village.

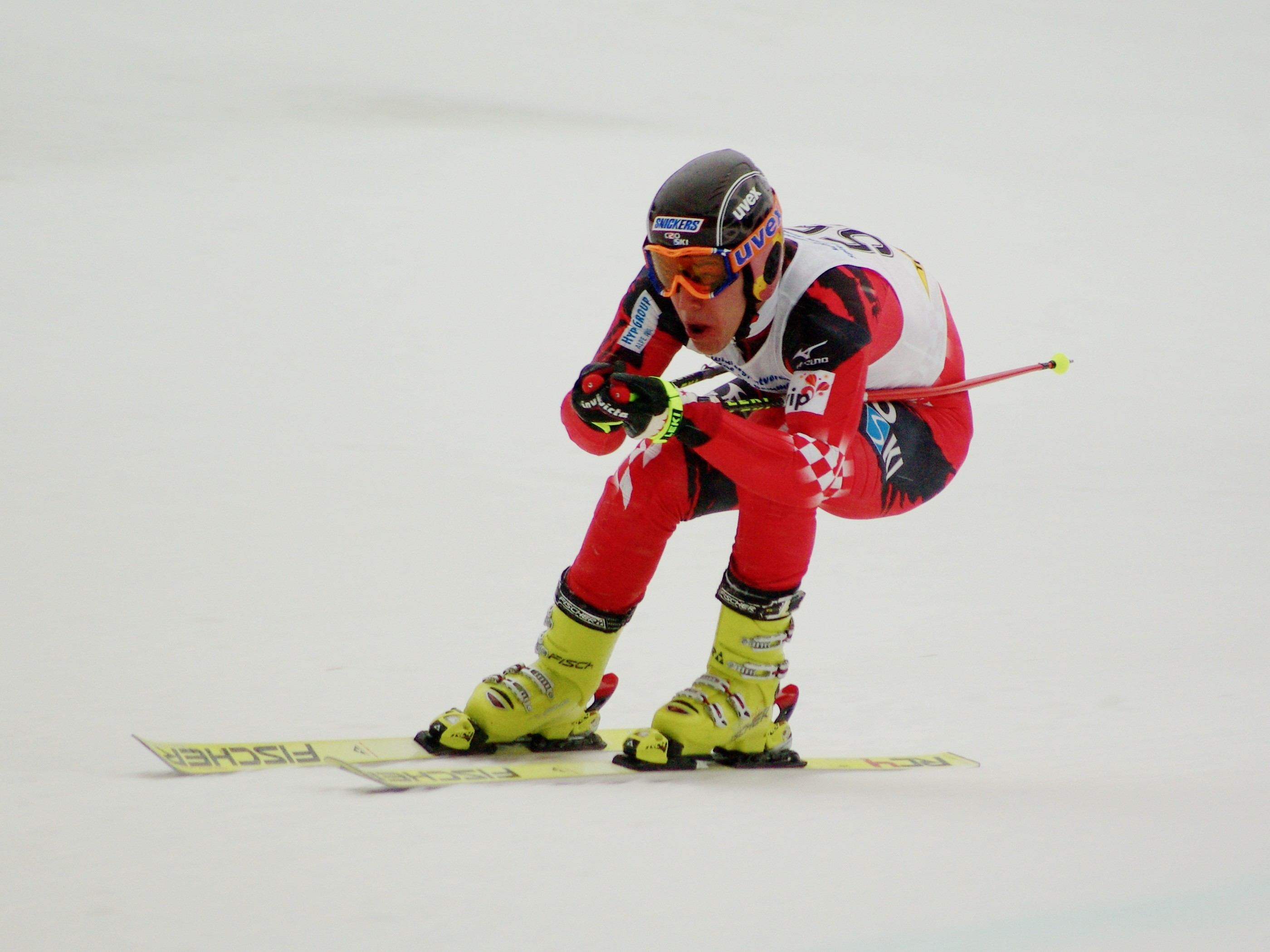
Danko Marinelli au Semmering en 2008

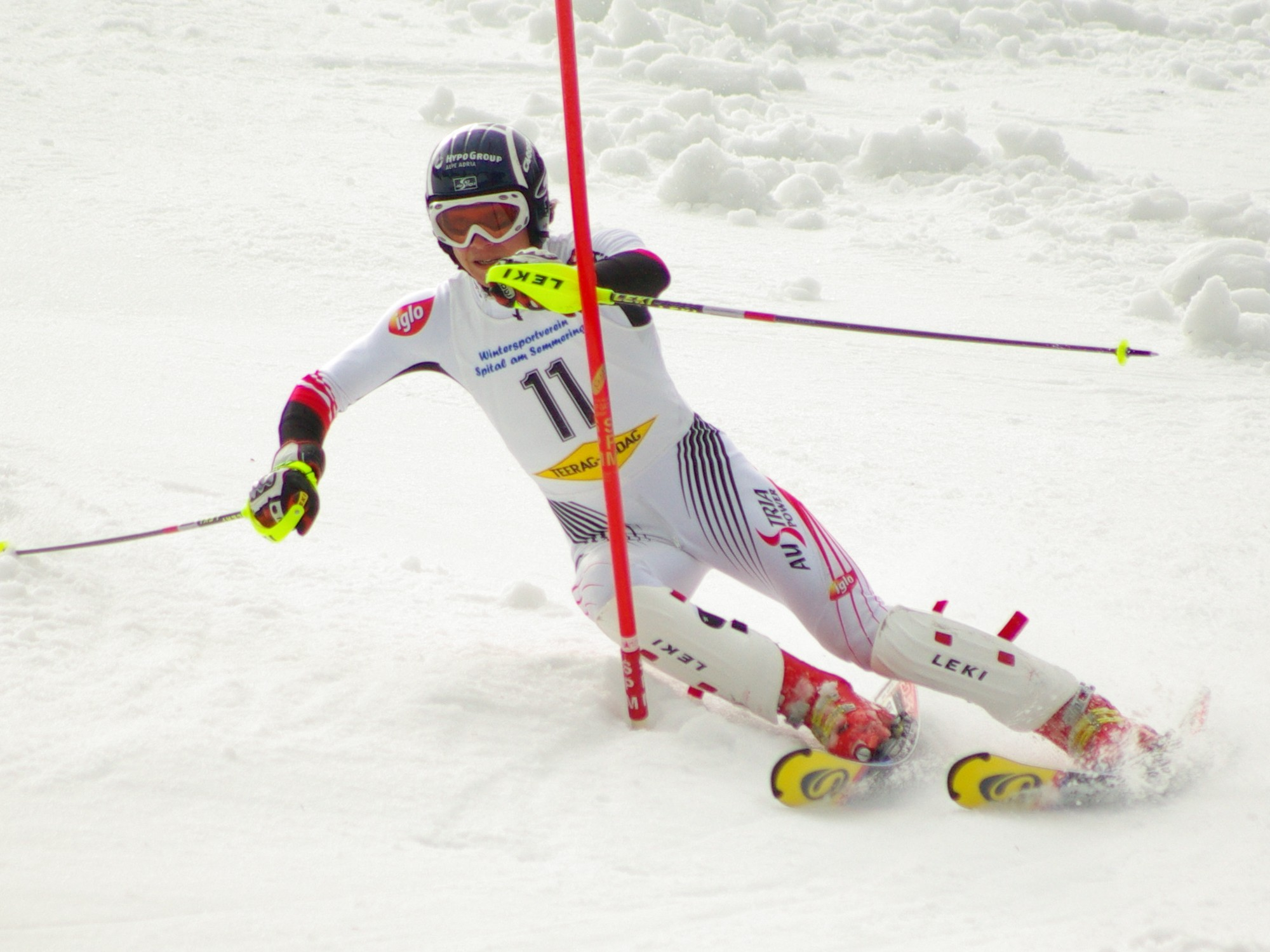
Michael Sablatnik en slalom au Semmering en 2008

## Festival Open Air
Depuis 2003, on trouve chaque année à Spital am Semmering le Kaltenbach Open Air, un concert de metal en plein air.

## Personnalités
- L'architecte Ludwig Zatzka (1857–1925) construisit entre 1890 et 1905 à Spital deux villas sur la Bahnstraße et réalisa d'autres constructions, entre autres, en 1903 l'église paroissiale puis en 1904 la chapelle Maria an der Steinwand. En 1903, Zatzka devint habitant du village et y habita le reste de sa vie. Il mourut le 14 septembre 1925 à Spital.
- Erwin Komenda (1904–1966), designer automobile, est né à Spital.

### Littérature
Bernhard Reismann : Geschichte der Gemeinde Spital am Semmering (histoire de la commune Spital am Semmering), 1997.